# Fan Kuan
Fan Kuan (范寬T, Fàn KuānP; c. 960 – c. 1030) è stato un pittore cinese taoista dello "stile settentrionale" d'epoca Song, attivo dal 990 al 1020. È considerato tra l'altro il più grande maestro dei secoli X e XI..
Viaggiatori tra montagne e torrenti, un rotolo verticale, è l'opera più conosciuta di Fan Kuan e un dipinto fondamentale della scuola settentrionale Song. Essa stabilisce un ideale nella pittura di paesaggio monumentale alla quale pittori successivi ci ritornarono su più e più volte per trovare ispirazione. La visione cinese classica dei tre piani è evidente - vicino, medio (rappresentato dall'acqua e dalla foschia) e lontano. A differenza dei primi esempi della pittura cinese di paesaggio, l'imponenza della natura è il tema principale, piuttosto che essere solo uno sfondo. Si può vedere a stento una fila di cavalli da soma ch'emerge dalla boscaglia alla base del monolito. Lo stile pittorico comprende convenzioni arcaciche risalenti alla precedente dinastia Tang.
La storica Patricia Ebrey esprime il suo punto di vista:
...il primo piano, presentato al livello degli occhi, è eseguito con precisi e ben definiti tratti di pennello. La roccia sporgente, la forte boscaglia, una fila di muli da soma lungo la strada e un tempio nella foresta sul precipizio sono tutti raffigurati in modo verosimile. C'è una giusta rottura tra il primo piano e lo svettante picco centrale posteriore, che viene reso come se fosse uno sfondo, sospeso e inserito in una posizione dietro il primo piano. Nella scena sono presenti figure umane, ma è semplice immaginarle sopraffatte dalla grandezza e dal mistero dell'ambiente circostante.
Il capolavoro di Fan Viaggiatori tra montagne e torrenti reca una firma seminascosta scoperta solo nel 1958.